# Ambassade de France au Pérou
L'ambassade de France au Pérou est la représentation diplomatique de la République française auprès de la république du Pérou. Elle est située à Lima, la capitale du pays, et son ambassadrice est, depuis 2024, Nathalie Kennedy.

## Ambassade
L'ambassade est située au centre-ville de Lima, dans le quartier San Isidro. Elle accueille aussi une section consulaire.

## Ambassadeurs de France au Pérou
| De          | À    | Ambassadeur                         |
| ----------- | ---- | ----------------------------------- |
| 1852        | 1855 | Ulysse de Ratti-Menton              |
| 1855        | 1860 | M. Huet                             |
| 1860        | 1868 | Edmond de Lesseps,                  |
| [ note 1 ]  | ...  | de Saint-Quentin                    |
| [ note 2 ]  | ...  | Henri de Bellonnet                  |
| [ note 3 ]  | ...  | Comte de Balny                      |
| [ note 4 ]  | ...  | de Vernouillet                      |
| [ note 5 ]  | ...  | Domet de Vorges                     |
| [ note 6 ]  | ...  | Comte Artus de Pina de Saint-Didier |
| [ note 7 ]  | ...  | M. Imbert                           |
| [ note 8 ]  | ...  | Raoul Wagner                        |
| 1896        | ...  | Charles de Saint-Aulaire            |
| [ note 9 ]  | ...  | Paul Augustin Jean Larrouy          |
| 1906        | ...  | Antony-Wladislas Klobukowski        |
| ...         | ...  | à compléter                         |
| [ note 10 ] | ...  | Jean Guillemin                      |
| [ note 11 ] | ...  | Baron Gaston de Vaux                |
| [ note 12 ] | ...  | Henri des Portes de La Fosse        |
| ...         | ...  | à compléter                         |
| [ note 13 ] | ...  | André Ribot                         |
| [ note 13 ] | ...  | M. Pingaud                          |
| ...         | ...  | à compléter                         |
| 1943        | 1945 | Maurice Dayet                       |
| 1945        | 1949 | Albert Ledoux                       |
| 1949        | 1952 | Pierre-Eugène Gilbert               |
| 1952        | 1955 | Jean-André Binoche                  |
| 1955        | 1961 | Léon Brasseur                       |
| 1961        | 1966 | Jules de Koenigswarter              |
| 1966        | 1971 | Guy Dorget                          |
| 1971        | 1973 | Albert Chambon                      |
| 1973        | 1975 | Rupture des relations diplomatiques |
| 1975        | 1980 | Paul-Henri Gaschignard              |
| 1980        | 1983 | Jean-Max Bouchaud                   |
| 1983        | 1987 | Raymond Césaire                     |
| 1987        | 1989 | Michel Rougagnou                    |
| 1989        | 1992 | Jean-François Nougarede             |
| 1992        | 1996 | Camille Rohou                       |
| 1996        | 1997 | Bernard Prague                      |
| 1997        | 2001 | Antoine Blanca                      |
| 2001        | 2005 | Jean-Paul Angelier                  |
| 2005        | 2008 | Pierre Charasse                     |
| 2008        | 2011 | Cécile Pozzo di Borgo               |
| 2011        | 2014 | Jean-Jacques Beaussou               |
| 2014        | 2017 | Fabrice Mauries                     |
| 2017        | 2020 | Antoine Grassin                     |
| 2020        | 2024 | Marc Giacomini                      |
| 2024        | auj. | Nathalie Kennedy                    |

## Relations diplomatiques
Les relations diplomatiques entre la France et le Pérou ont été établies en 1852. Mais dès le XVIe siècle, la France montra un intérêt particulier pour ce pays qui représentait alors l'abondance et la richesse minière. Ce n'est pourtant qu'au siècle suivant que les premiers contacts débutèrent, avec l'arrivée de navigateurs et de négociants français sur les côtes péruviennes, en particulier à Concepción, Arico ou Pisco où les commerçants avaient établi des magasins dans l'attente de la venue des marchands de Lima ou du Haut-Pérou. La France nomma en 1827 son premier consul au Pérou, afin de faciliter les échanges commerciaux et reconnut en 1831 l'indépendance du pays vis-à-vis de l'Espagne. L'émigration française paraît mineure en comparaison avec d'autres mouvements migratoires du XIXe siècle mais la communauté française est néanmoins à Lima la quatrième colonie étrangère (2676 d'après le recensement de 1876). Après l'établissement de relations diplomatiques, elle joua aussi un rôle de médiateur important lors de l'occupation des îles Chincha par l'Espagne, en 1866 ou lors de la guerre du Pacifique, durant laquelle, d'ailleurs, des soldats français combattirent aux côtés des Péruviens. C'est durant cette guerre que le contre-amiral Dupetit-Thouars empêcha la destruction de Lima.
Le XIXe siècle a vu croître entre les deux pays une coopération culturelle, scientifique et militaire, grâce à l'arrivée de nouveaux migrants français. Durant la Seconde Guerre mondiale, le Pérou reconnut le gouvernement en exil du général de Gaulle en établissant en Algérie une délégation diplomatique auprès du Comité de la Libération nationale. Les représentations réciproques ont été élevées au rang d'ambassades peu après la guerre.
Durant la seconde moitié du XXe siècle, la coopération s'est renforcée et diversifiée, malgré une anicroche en 1973, due à la rupture des relations diplomatiques à la suite des essais nucléaires de la France dans le Pacifique. Ces relations se sont normalisées en 1975.
Un accord-cadre de coopération a été signé avec la France en 2003 par le président Alejandro Toledo.

## Consulats
Outre la section consulaire de Lima, il existe deux consuls honoraires exerçant à Cuzco et Arequipa.

### Communauté française
Au 31 décembre 2016, 3 921 Français sont inscrits sur les registres consulaires au Pérou. Environ 70 000 touristes français visitent le pays chaque année.
| 2001  | 2002  | 2003  | 2004  |
| ----- | ----- | ----- | ----- |
| 2 277 | 2 411 | 2 687 | 2 825 |

| 2005  | 2006  | 2007  | 2008  |
| ----- | ----- | ----- | ----- |
| 2 837 | 2 684 | 2 797 | 3 063 |

| 2009  | 2010  | 2011  | 2012  |
| ----- | ----- | ----- | ----- |
| 3 315 | 3 470 | 3 713 | 3 597 |

| 2013  | 2014  | 2015  | 2016  |
| ----- | ----- | ----- | ----- |
| 3 699 | 3 804 | 3 732 | 3 921 |

### Circonscriptions électorales
Depuis la loi du 22 juillet 2013 réformant la représentation des Français établis hors de France avec la mise en place de conseils consulaires au sein des missions diplomatiques, les ressortissants français du Pérou élisent pour six ans trois conseillers consulaires. Ces derniers ont trois rôles : 
1. ils sont des élus de proximité pour les Français de l'étranger ;
2. ils appartiennent à l'une des quinze circonscriptions qui élisent en leur sein les membres de l'Assemblée des Français de l'étranger ;
3. ils intègrent le collège électoral qui élit les sénateurs représentant les Français établis hors de France.

Pour l'élection à l'Assemblée des Français de l'étranger, le Pérou appartenait jusqu'en 2014 à la circonscription électorale de Caracas comprenant aussi la Bolivie, la Colombie, l'Équateur et le Venezuela, et désignant trois sièges. Le Pérou appartient désormais à la circonscription électorale « Amérique Latine et Caraïbes » dont le chef-lieu est São Paulo et qui désigne sept de ses 49 conseillers consulaires pour siéger parmi les 90 membres de l'Assemblée des Français de l'étranger.
Pour l'élection des députés des Français de l’étranger, le Pérou dépend de la 2e circonscription.